# Équihen-Plage
Équihen-Plage település Franciaországban, Pas-de-Calais megyében. Lakosainak száma 2596 fő (2022. január 1.). Équihen-Plage Le Portel, Outreau és Saint-Étienne-au-Mont községekkel határos.

## Népesség
A település népességének változása:
| Lakosok száma | 2804 | 2801 | 2738 | 2700 | 2662 | 2624 | 2613 | 2596 |
|               | 2015 | 2016 | 2017 | 2018 | 2019 | 2020 | 2021 | 2022 |